# John Hamilton (2e Lord Bargany)
Pour les articles homonymes, voir John Hamilton et Hamilton.
John Hamilton, 2e Lord Bargany, (c. 1640 - 15 mai 1693) est un pair écossais dont la famille est profondément impliquée dans les luttes contre le presbytérianisme et l'Église d'Angleterre pendant l'interrègne et la rébellion de Monmouth. Il est accusé de trahison et innocenté.

## Biographie
Sa famille souffre pendant la guerre civile anglaise. Son père, également John Hamilton (premier Lord Bargany), prend le parti des parlementaires avant la guerre de Sécession mais rejoint son cousin William Hamilton (2e duc de Hamilton), du côté des cavaliers en 1648. Le Parlement saisit ses domaines, lui infligeant une amende de 2 000 £ en raison de ses positions royalistes. L'aîné de sept enfants, John Hamilton hérite du titre en 1662, après la mort de son père. Après la Restauration, l'aîné Bargany, puis le fils, demandent le remboursement de l'amende, en vain. Hamilton épouse Margaret Cunningham, la fille du Lord chancelier d'Écosse l'année où il prend son titre. Sa famille elle-même se divise en loyautés, les femmes privilégiant généralement le presbytérianisme et les hommes généralement l'Église établie, ce qui fait de lui une figure de suspicion tout au long de sa vie.
Hamilton est agressivement anti-puritain et, en 1666, il mène une compagnie au combat contre les presbytériens à Rullion Green. L'année suivante, sa femme étant décédée, il se remarie. Sa nouvelle femme s'avère scandaleuse et désastreuse pour Hamilton. Il fait le mariage sans aucun doute pour essayer d'obtenir de l'argent, car il épouse Alice, la veuve d'un homme qui a amassé une importante fortune illicite. Elle amène également avec elle un amant, Lord Berkeley. Il tente à son tour d'en faire l'une des maîtresses de Charles II d'Angleterre en 1676. Elle meurt en 1677. Hamilton et elle n'ont apparemment pas été un couple très proche, car il perd son procès pour l'argent qui lui reste dans le testament de son ancien mari, et il perd les 3 000 £ qu'il a payées pour régler ses dettes lors du mariage.
En 1678, Hamilton entre dans l'opposition. Cependant, il n'est pas un partisan des Covenanters presbytériens et il dirige les forces de la bataille de Bothwell Bridge contre les rebelles puritains. Cependant, il a un voisin dans l'Ayrshire nommé James Crawfuird. Cet homme est responsable de la traque et de l'emprisonnement des forces rebelles covenantaires. Cependant, lui et ses fils ont l'habitude d'accepter des pots- de-vin de leurs prisonniers, en argent, en obligations et en travail, et de les laisser s'échapper. Crawfuird abrite Thomas Cunningham, un chef rebelle, et il craint que Hamilton ne révèle ce fait, et il soudoie donc de nombreux témoins pour les faire jurer que Hamilton est un traître. Ils l'accusent de correspondre avec John Welsh, d'avoir commandité le soulèvement de Bothwell Bridge et d'avoir payé pour faire assassiner le duc de Lauderdale. Hamilton est emprisonné, mais James, duc d'York abrège le procès. Hamilton est libéré sous caution et il commence à enquêter sur le parjure. Cependant, le duc d'York met également fin à cela .
En 1682, Hamilton accumule des preuves que Crawfiurd accepte à nouveau des pots-de-vin pour libérer des prisonniers et décide de le faire arrêter. Crawfiurd (qui est Lord Armillan) est arrêté, mais lui et deux de ses fils fuient le pays en 1684. Hamilton se voit confier l'ancien travail d'Ardmillan et est chargé de capturer les rebelles.
Toujours en 1684, l'amante d'Hamilton, Sylvia Johnstone, le poursuit en justice. Elle a eu un enfant de lui, un bâtard que Hamilton reconnait, et elle veut une pension pour elle et son fils. Par conséquent, elle le poursuit pour séduction sous promesse de mariage. Comme Hamilton contrôle les tribunaux, il fait changer le lieu en un lieu favorable à lui-même, et il remporte le procès.
Il est en faveur de Guillaume d'Orange lors de la Glorieuse Révolution et offre un régiment d'infanterie à Guillaume pour sa cause en Irlande. Les soldats sont acceptés et mélangés dans un autre régiment. Il meurt le 15 mai 1693 .

## Famille
De sa première épouse, Margaret Cunningham, deuxième fille de William Cunningham (9e comte de Glencairn), lord grand chancelier d'Écosse, Bargany a deux fils et une fille :
- John, maître de Bargany, qui épouse Jean (fille de Robert Sinclair, 1er baronnet  mais est décédé avant son père sans héritier mâle[1] ;
- William Hamilton, 3e Lord Bargany[1] ;
- Nicolas, marié à Alexander Hope of Kerse[1].

Par sa seconde épouse, Alice Moore, fille aînée d'Henry, premier comte de Drogheda, douairière d'Henry Hamilton, second comte de Clanbrassill, il n'a pas de descendance.